# DansMaRue
DansMaRue (DMR) est un dispositif de signalement d'anomalies dans l’espace public fondé sur la production participative (en anglais : crowdsourcing), mis en place et géré par la mairie de Paris. Les informations relevées par les citoyens sont transmises aux services techniques compétents afin d'être analysées et traitées.

## Historique
Testé en 2012 et ouvert au public en 2013, l'objectif du dispositif est d'améliorer la qualité de l'espace public parisien en facilitant et accélérant la remontée et la prise en charge des anomalies. Le dispositif fait l'objet d'un travail d'amélioration continu au sein des services de la municipalité.  
L'idée de créer la plateforme DMR fut initiée par le service en charge de l'informatique et de la sensibilisation des usagers de la Direction de la Propreté et de l'Eau à la Mairie de Paris. Le dispositif est librement inspiré de l'initiative anglaise FixMyStreet. En effet, la municipalité londonienne rencontra des difficultés à l'été 2011 du fait d'une utilisation massive de cette plateforme de signalement. Un afflux considérable de plaintes fut répertorié, sans que les services de propretés londoniens aient la possibilité d'agir directement sur le signalement (aucune possibilité pour la municipalité d'avoir accès via cette plateforme à l'information concernant l'anomalie, ni d'indiquer que celle-ci avait été traitée). De fait, l'accumulation visuelle de « points rouges » sur le système de représentation cartographique de l'application se traduisit par une "déstabilisation des autorités londoniennes" au travers de la remise en cause de leur capacité à maintenir l'espace public propre.  
Face à cet évènement, la Direction de la Propreté et de l'Eau à la Mairie de Paris décida d'éviter ce phénomène et fut à l'initiative de la création de sa propre plateforme de signalements (DansMaRue), sur laquelle elle avait une possibilité d'action et de contrôle. Néanmoins, la naissance du hashtag #dansmarue sur Twitter en 2013 fut un moyen pour les utilisateurs de détourner les données de signalement produites par l'application afin de les utiliser comme un outil de contestation de l'action publique municipale. Ce hashtag est un espace d'échanges concernant l'avis, l'expérience ou les revendications en lien avec le service de signalements.  
DansMaRue a progressivement pris de l'importance au cours de l'année 2018, jusqu'à atteindre un pic d'activité en 2019 avec plus de 2 000 signalements par jour. Le nombre d'utilisateurs a également augmenté, de telle sorte que l'on compte aujourd'hui[Quand ?] environ 11 000 utilisateurs mensuels sur le territoire parisien.

## Fonctionnement
DansMaRue est accessible soit par l'application mobile soit par téléservice sur le site Web. Les utilisateurs peuvent signaler tout problème relatif à l'espace public (déchets abandonnés, tags, affichage sauvage, nids-de-poule…) au travers de l'application mobile ou par téléservice.

## Données
La Ville de Paris reçoit plus de 50 000 signalements chaque mois.
Ce service permet aux autorités de disposer de données standardisées et quotidiennement mises à jour. Les données, depuis 2012 à J + 6 mois, sont disponibles sur le site Paris Data. Lors du Conseil de Paris de février 2021, le conseiller de Paris Paul Hatte fait voter à l'unanimité de l'hémicycle le vœu de diffuser en open data en temps réel les signalements effectués sur l'application Dans Ma Rue.